# Estelle Sloan
Estelle Sloan (* 3. September 1919 in Philadelphia, Pennsylvania; † 25. November 2013 in New Jersey) war eine US-amerikanische Stepptänzerin. Ihr Tanzstil zeichnete sich durch die Verbindung von Elementen des Ballett mit denen des Stepptanzes aus. Markenzeichen waren sehr schnelle, kreiselartige Drehungen, die ihr Spitznamen wie Tap-Top-Dancer (Stepp-Kreisel-Tänzerin) oder Whirlwind Tap Dancer einbrachten. Ihre Karriere begann etwa 1934 und hielt bis in die 1960er Jahre an.

## Karriere
Estelle Sloan betrat spätesten 1934 – gerade 15 Jahre alt – die Bühne als professionelle Tänzerin. Sloan wurde rasch eine gefragte Tänzerin. Engagiert wurde sie hauptsächlich von Nachtclubs und Varietétheatern, die typischen Arbeitgeber für Tänzer dieser Zeit. Sloan tanzte in ihren Anfängen (1937) im Lyric in Allentown (heute Miller Symphony Hall), es galt einst als Testtheater für spätere Broadway-Shows. Später bereicherten weitere namhafte Bühnen ihre Vita, zu nennen sind Häuser des Broadway wie das Music Box Theatre (1942 mit Star and Garter von Michael Todd) und das New Century Theatre (1946 mit Toplitzky of Notre Dame von William Cahn) oder, ebenfalls in New York, mehrfache Auftritte in der renommierten Radio City Music Hall (1948). In New York agierte sie mit der Sängerin und Entertainerin Sophie Tucker und dem Pianisten Ted Shapiro im gleichen Programm (1947) sowie im selben Jahr im Waldorf Astoria gemeinsam mit dem kolumbianischen Schauspieler und Bariton-Sänger Carlos Ramírez.
Die 1930er Jahre stehen für die Blütezeit des Stepptanzes in den USA. Entsprechend groß waren die Konkurrenz und der Druck, sich durch Ideen abzuheben. Sloan profilierte sich mit verschiedenen Programmen und Tanzstilen: Mal mit Acrobatic Fast Tap (1936) oder mit Cuban Ideas (1937), dann mit einem an Dichter und Bauer orientierten Programm (1937), einzigartig auf einem Xylophon tanzend (1940) oder mit Elementen der Pantomime kombiniert (1954). Sie trat mit dem Music Hall Symphony Orchestra unter der Leitung von Charles Previn auf mitsamt der bis heute berühmten Tanzformation der Rockettes, mit Jan Garber and Orchestra sowie mit der Jerry Del Mar’s all girl band, der Roy Reber Band und mit Sammy Watkins and His Orchestra.
Es gibt nur wenige Dokumente und Filmaufnahmen, die den Tanzstil Sloans heute erkennen lassen. Ihre Tanzeinlage zu Cole Porters Just One of Those Things im Film Tag und Nacht denk’ ich an dich (1946) ist eine der wenigen Ausnahmen. Der Kinofilm über Cole Porter ist einer der Höhepunkte ihrer Karriere in den 1940er Jahren. Sie wirkte darüber hinaus in einigen TV-Shows mit. Regelmäßig war sie in der Serie American Minstrels of 1949, mit Jack Carter als Gastgeber. Die Sendung war eine Art Vaudville-Show für das frühe Fernsehen und präsentierte neben Sloan noch andere Größen des Stepptanzes.
In der Öffentlichkeit kursieren nur wenige Informationen über ihr Privatleben und über das, was sie nach Ende ihrer Laufbahn als professionelle Tänzerin unternahm. Bereits in den 1940er Jahren war sie mit dem ehemaligen Tänzer, Produzenten und Zweiter-Weltkriegs-Veteranen Victor Manfredi verheiratet. Offenbar reiste und fotografierte sie gerne, diesen vorsichtigen Einblick gewähren zufällig entdeckte und veröffentlichte Privataufnahmen. Unter einem YouTube-Ausschnitt, der die Tanzeinlage im Cole Porter Film zeigt, schrieb eine mit ihr offenbar vertraute Kommentatorin, „Estelle Manfredi Sloan war nicht nur eine atemberaubende Tänzerin, sondern auch eine verlässliche Kooperationspartnerin und Freundin.“
Damalige Kritiken verglichen Sloan wohlwollend mit den zwei größten Stepptänzerinnen jener Zeit: Eleanor Powell und Ann Miller. Die letztgenannten und auch die Rockettes haben heute einen Platz in der International Tap Dance Hall of Fame.